# Keyyo med Rheborg i Ryssland
Keyyo med Rheborg i Ryssland är en svensk TV-serie som hade premiär i Sveriges Television i april 2019.
I Keyyo med Rheborg i Ryssland har youtubestjärnan Kristina "Keyyo" Petrushina bestämt sig för att resa tillbaka till sin födelsestad Omsk i Sibirien, som hon lämnade med sin mamma som 8-åring. Med sig tar hon sin idol, skådespelaren Johan Rheborg, som alltid haft rysskräck.
Serien är producerad av FLX och producent var Johan von Sydow.